# 당진 안국사지 매향암각
당진 안국사지 매향암각(唐津 安國寺地 埋香岩刻)은 대한민국 충청남도 당진시 정미면 안국사지에 있는 고려시대의 매향암각이다. 2004년 4월 10일 충청남도의 기념물 제163호로 지정되었다.

## 개요
당진 안국사지 매향암각은 자연석의 통바위로서 규모는 높이 2.93m, 길이 13.35m, 폭 2.5m이다.
형태가 배모양 같다 하여 '배바위' 또는 고래모양이라 하여 '고래바위' 또는 베틀에 딸린 북모양이라 하여 '북바위'등으로 불리며 동쪽으로 머리를 두었다.
배바위의 암각 명문은 매향과 관계된 고려말, 조선초의 기록으로서 전국에서 발견된 매향관련 명문 중 비교적 이른 시기의 자료라 할 수 있으며 조성시기를 달리하는 2건의 매향자료가 기록되어 있어 안국사지 및 주변지역의 역사와 매향의식을 확인할 수 있는 귀중한 자료로 평가된다.

## 현지 안내문
불상 후면에 있는 매향암각은 모양이 배 같이 생겨서 '배바위', 고래모양이라 하여 '고래바위' 또는 베틀에 딸리 북모양이라 하여 '북바위' 등으로 불린다.
바위에는 매향의식을 치른 내용을 담은 명문이 새겨져 있다. 매향을 향나무를 땅에 묻는 민간 불교의식으로 향나무를 통해 소원을 비는 자와 미륵불이 연결되길 바라는 신앙의 한 형태이다.
이런 매향활동을 통해 고려시대 몽고와 왜구의 침입 등으로 어려움을 겪은 지역민들이 불안한 민심을 달래고자 미륵신앙의 안식처로써 안국사를 선택하였던 것으로 추정된다.

## 같이 보기
- 당진 안국사지 석조여래삼존입상 - 보물 제100호
- 당진 안국사지 석탑 - 보물 제101호

## 참고 자료
- 당진안국사지매향암각 - 국가유산청 국가유산포털